# Stanisław Głąb

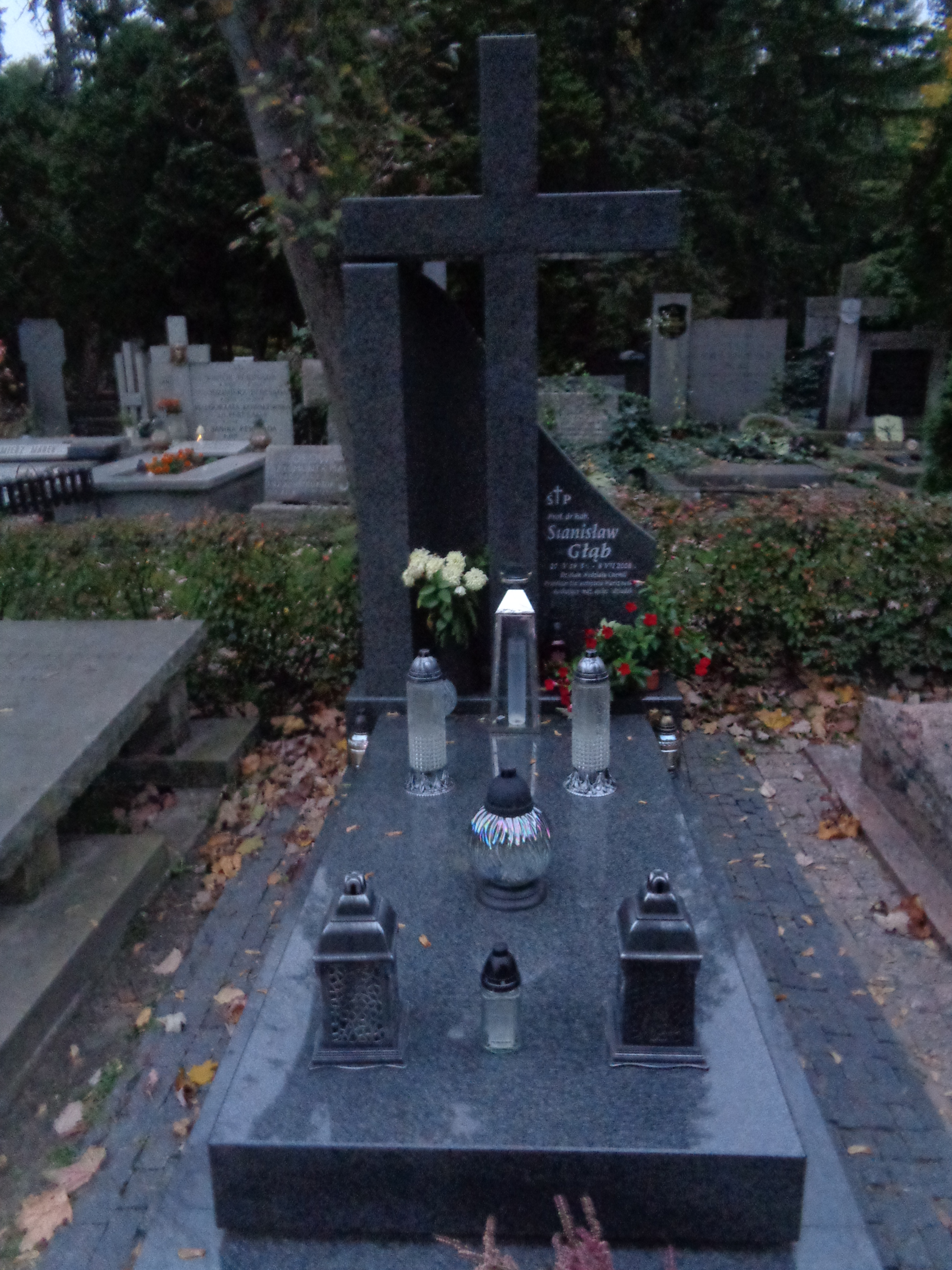
Grób Stanisława Głąba na Cmentarzu Wojskowym na Powązkach

Stanisław Głąb (ur. 20 kwietnia 1945 w Kulikowie, zm. 8 lipca 2008 w Warszawie) – polski chemik, profesor i prorektor Uniwersytetu Warszawskiego, specjalizujący się w chemii analitycznej.

## Życiorys
Ukończył studia na Wydziale Chemii Uniwersytetu Warszawskiego w 1969. Doktorat obronił na tym wydziale w 1976, a habilitację uzyskał w 1990. Od 1997 nosił tytuł naukowy profesora. W 2004 został profesorem zwyczajnym UW.
Pełnił funkcje prodziekana (1993–1996) i dziekana (1996–2002) Wydziału Chemii, a od 2005 do śmierci był prorektorem Uniwersytetu Warszawskiego ds. rozwoju i polityki finansowej.
Pochowany w Alei Zasłużonych na cmentarzu Powązki Wojskowe w Warszawie (kwatera A29-tuje-10).

## Wybrane publikacje
- Głąb, Stanisław, Nowicka, Urszula. Microcoulometric determination of protonation constants of nuphar alkaloids. „Mikrochim Acta”. 92 (4-6), s. 229-236, 1987. DOI: 10.1007/BF01201844.
- Głąb, Stanisław, Hulanicki, Adam, Edwall, Gunnar, Ingman, Folke. Metal-Metal Oxide and Metal Oxide Electrodes as pH Sensors. „Critical Reviews in Analytical Chemistry”. 21 (1), s. 29-47, 1989. DOI: 10.1080/10408348908048815.
- Radomska, Anna, Glab, Stanislaw, Koncki, Robert. Spectrophotometric bioanalytical flow-injection system for control of hemodialysis treatment. „Analyst”. 126 (9), s. 1564-1567, 2001. DOI: 10.1039/B104140C. PMID: 11592650.
- Tymecki, Lukasz, Zwierkowska, Elżbieta, Głąb, Stanisław, Koncki, Robert. Strip thick-film silver ion-selective electrodes. „Sensors and Actuators B: Chemical”. 96 (3), s. 482-488, 2003. DOI: 10.1016/S0925-4005(03)00622-1.
- Radomska, Anna, Bodenszac, Ewa, Głąb, Stanisław, Koncki, Robert. Creatinine biosensor based on ammonium ion selective electrode and its application in flow-injection analysis. „Talanta”. 64 (3), s. 603-608, 2004. DOI: 10.1016/j.talanta.2004.03.033. PMID: 18969648..